# بهر (کارون)
بهر، روستایی در دهستان موران بخش سویسه شهرستان کارون در استان خوزستان ایران است. این روستا، مرکز دهستان موران است.

## جمعیت
بر پایه سرشماری عمومی نفوس و مسکن در سال ۱۳۹۵، جمعیت این روستا ۲٬۴۱۶ نفر (۶۲۳ خانوار) بوده است.